# Бразильское джиу-джитсу
Бразильское джиу-джитсу (порт. jiu-jítsu brasileiro) — боевое искусство и международное спортивное единоборство, основой которого является борьба в партере, а также болевые и удушающие приёмы. Это искусство возникло в начале ХХ столетия из дзюдо Кодокан, которое было самостоятельной молодой системой (основано в 1882 году), сформированной многочисленными школами (рю) японского джиу-джитсу.
Данное искусство основывается на принципе, по которому человек слабо развитого телосложения может успешно защититься от более сильного противника, используя надлежащую технику (болевые приёмы и удушения), и победить его на земле. Бразильскому джиу-джитсу (БЖЖ, БДД) можно обучаться для разных целей: самообороны, спорта, соревнований (как в ги, так и без) и смешанных единоборств (Mixed Martial Arts). Спарринг (в БЖЖ также именуемый роллингом) и полноконтактная тренировка играют главную роль в обучении и при подготовке к соревнованиям.

## История

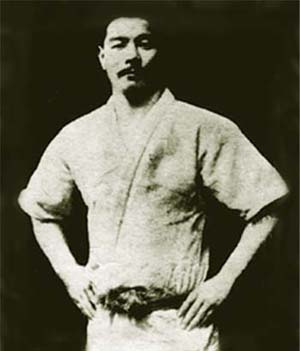
Мицуё Маэда

### Возникновение
Бразильское джиу-джитсу берёт своё начало от Мицуё Маэды — мастера японского дзюдо, ученика Дзигоро Кано. Для Дзигоро Кано дзюдо было не просто боевым искусством — это был и спорт, и способ поддержания человека в хорошей физической форме, и метод развития силы воли, и, самое главное, путь к достижению душевного умиротворения. Искусство, которое со временем будет названо «бразильское джиу-джитсу», также впитало в себя эти принципы.
Мицуё Маэда, будучи одним из лучших японских мастеров борьбы на земле (в партере), в 1904 году отправился в путешествие по миру. Во всех странах, где бы он ни оказался, мастер принимал участие в показательных поединках с практиками разных стилей и направлений единоборств — борцами, боксёрами, саватёрами, и в ноябре 1914 года он прибыл в Бразилию.
Считается, что БЖЖ — это развитие традиционного японского джиу-джитсу, и что Мицуё Маэда практиковал его. Однако Маэда никогда не обучался джиу-джитсу (хотя он действительно обучался в Кодокане дзюдо, которое частично произошло из японского джиу-джитсу). Поначалу, будучи подростком, он обучался искусству сумо, но, впечатлившись историями об успехе дзюдо на соревнованиях между борцами дзюдо и джиу-джитсу, которые проходили в то время, он сменил сумо на дзюдо, начав обучаться у Кано в Кодокане. Он стал 7-м даном в дзюдо Кодокан за день до смерти. Мицуё Маэда умер в 1941 году.

### Название
Когда Маэда уехал из Японии, дзюдо всё ещё часто упоминалось как «джиу-джитсу Кано» или просто как «джиу-джитсу».

Имеет место некоторый беспорядок в употреблении термина «дзюдо». Чтобы добавить ясности этому вопросу, я заявлю, что «дзюдо» — термин, отобранный профессором Кано как более точное описание его системы, нежели термин «джиу-джитсу». Профессор Кано — один из ведущих педагогов Японии, и естественно, что он должен искать специальное слово, которое бы наиболее точно описывало его систему. Но японцы вообще всё ещё цепляются за более популярную терминологию и называют её джиу-джитсу.
Оригинальный текст (англ.)Some confusion has arisen over the employment of the term 'jiudo'. To make the matter clear I will state that jiudo is the term selected by Professor Kano as describing his system more accurately than jiu-jitsu does. Professor Kano is one of the leading educators of Japan, and it is natural that he should cast about for the technical word that would most accurately describe his system. But the Japanese people generally still cling to the more popular nomenclature and call it jiu-jitsu.
— Кацукума Кигаси (соавтор «Джиу-джитсу Кано»), из предисловия к книге «The Complete Kano Jiu-Jitsu»
Вне Японии, однако, это различие было отмечено даже меньше. Различие между понятиями «дзю-дзюцу» и «дзюдо» является очень тонким, и их часто объединяют. Таким образом, когда Маэда и Соисиро Сатакэ прибыли в Бразилию в 1914 году, газеты объявили о «джиу-джитсу» несмотря на то, что оба японца были дзюдоистами Кодокана.
Само японское правительство до 1925 года официально не регламентировало, что правильное название для боевого искусства, преподававшегося в японских государственных школах, должно быть «дзюдо», а не «джиу-джитсу». В Бразилии это искусство по-прежнему называют «джиу-джитсу». Когда Грэйси прибыли в Соединённые Штаты, чтобы распространить своё искусство, система стала называться «бразильское джиу-джитсу» и «Грэйси джиу-джитсу». Jiu-jitsu, более старое написание названия искусства на Западе, — более старая романизация, но она по-прежнему используется вместе с современной романизацией Хэпбёрна jujutsu. Другие правильные написания — jujitsu и ju-jitsu.
Это искусство иногда упоминается как Грэйси Джиу-Джитсу (GJJ), но это название — лишь торговая марка, зарегистрированная Хорионом Грэйси (порт. Rorion Gracie), которая определённо относится к стилю, преподававшемуся им и его учителями. Другие члены семьи Грэйси часто называют свой стиль персонифицированными названиями, такими как «Чарльз Грэйси Джиу-Джитсу» или «Хензо Грэйси Джиу-Джитсу», и точно так же братья Мачадо называют свой стиль «Мачадо Джиу-Джитсу» (MJJ). В то время как у каждого из этих стилей и их преподавателей есть собственные уникальные подходы, они все базируются на бразильском джиу-джитсу. Сегодня есть три главных ветви БЖЖ: Грэйси Умайта (Gracie Humaita), Грэйси Баха (Gracie Barra), и Карлсон Грэйси Джиу-Джитсу (Carlson Gracie Jiu-Jitsu). Корни каждой ветви находятся в дзюдо Маэды и джиу-джитсу семьи Грэйси.

### Развитие
В 1914 году Мицуё Маэда приехал в Бразилию, где и обосновался на несколько последующих лет. Там он встретил Гастана Грэйси (порт. Gastão Gracie), местного аристократа. В 1916 14-летний сын Гастана — Карлуш Грэйси (порт. Carlos Gracie) — наблюдал демонстрацию искусства Маэды в Театре Мира (порт. Teatro da Paz) и решил изучить его. Маэда принял Карлуша в ученики, тот стал мастером и вместе со своим младшим братом Элиу Грэйси (порт. Hélio Gracie) заложил основу современного бразильского Грэйси Джиу-Джитсу.
В 1921 году Гастан Грэйси и его семья переехали в Рио-де-Жанейро. Карлуш, которому было 17 лет, передал знания, полученные от Маэды, своим братьям — Освалду (Osvaldo), Гаштау (Gastão) и Жоржи (Jorge). Элиу был тогда слишком молод и болен для того, чтобы заниматься этим искусством, он не мог участвовать в тренировках из-за медицинского запрета. Несмотря на это, Элиу учился, наблюдая за братьями. Свои недуги он всё же смог преодолеть. Он считается многими основателем бразильского джиу-джитсу (хотя другие, например Карлсон Грэйси (порт. Carlson Gracie), называют Карлуша основателем этого искусства).
Элиу Грэйси участвовал в нескольких соревнованиях по дзюдо до сдачи (submission judo), и большинство поединков с его участием закончились вничью. Одно поражение ему было нанесено японским дзюдоистом Масахико Кимурой (яп. 木村 政彦) во время посещения им Бразилии (в 1951 году); фамилией победителя Грэйси позже назвали болевой приём на плечевой сустав, которым был побеждён Элиу. Семья Грэйси продолжала развивать систему БЖЖ в течение всего XX столетия, часто борясь на соревнованиях Vale Tudo (предшественники современного MMA), что помогло сконцентрировать её на борьбе на земле и усовершенствовало её технику. Многие полагают, что Элиу Грэйси имеет 6-й дан по дзюдо. Однако в Кодокане нет никаких записей о том, что Элиу Грэйси имел какой-либо дан в дзюдо.
Сегодня главное различие между стилями бразильского джиу-джитсу (традиционным Грэйси Джиу-Джитсу, специализирующемся на самообороне, и спортивной ориентацией бразильского джиу-джитсу) — это борьба за очки. Эти стили имеют много общего. Кроме того, существует много разнообразных техник при обучении в различных школах с точки зрения её использования против того, кто сильнее.

### Известность

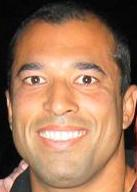
Ройс Грэйси

Бразильское джиу-джитсу получило известность в сфере боевых искусств в начале 1990-х, когда бразильский мастер джиу-джитсу Ройс Грэйси выиграл первый, второй и четвёртый Ultimate Fighting Championship (UFC) — единственный на тот момент турнир, объединявший представителей различных единоборств. Ройс часто боролся против очень серьёзных противников, которые практиковали другие стили, включая бокс, каратэ, дзюдо, тхэквондо и борьбу. Особенно впечатляющими были его победы над бойцами, значительно превосходившими бразильца в росте и весе. С тех пор БЖЖ стало основным искусством для многих бойцов MMA и заслужило большое уважение за то, что обратило внимание на важность борьбы на земле. На сегодняшний день в мире проводится много турниров по бразильскому джиу-джитсу: No-Gi Submission Grappling Tournaments, ADCC Submission Wrestling World Championship.

## Стиль
Бразильское джиу-джитсу специализируется на переводе противника в партер (на землю) и использовании техники борьбы на земле. Этот стиль борьбы включает в себя болевые приёмы и удушения, с помощью которых можно заставить противника сдаться (спортивное джиу-джитсу) или обезвредить его (боевое джиу-джитсу), для этого как можно быстрее перевести бой в партер и тем самым обнулить преимущество соперника в антропометрических параметрах: весе, росте, размахе рук, развитой мускулатуры верхних конечностей, которые имеют большое значение в ситуациях, когда оба соперника ведут бой стоя в боевой стойке, но практически иррелевантны в партере.

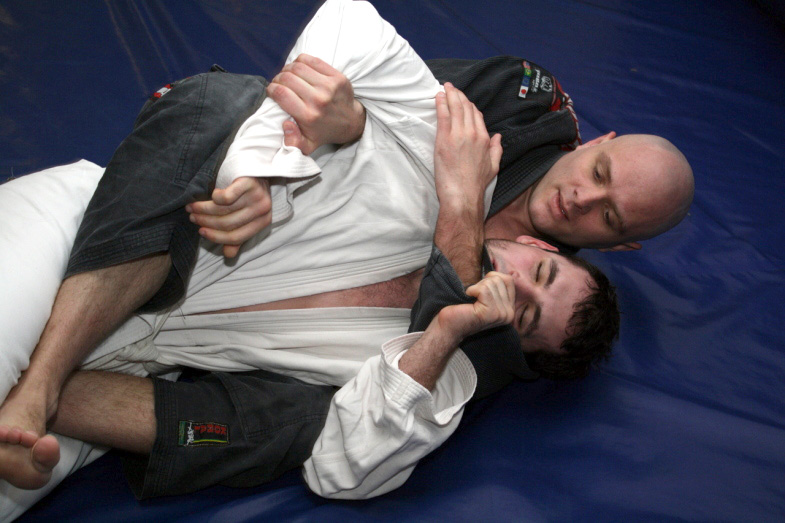
Бэк маунт

БДД использует разнообразные виды бросков после взятия захвата. Как только противник оказывается на земле, можно применить множество манёвров (и противоманёвров), чтобы управлять противником, переводя его в подходящее положение, а затем использовать болевой приём и заставить сдаться. Достижение доминирующего положения на земле является одним из принципов стиля бразильского джиу-джитсу и включает эффективное использование положения «гард» (guard), чтобы защититься во время борьбы на земле, и прохождение «гарда», чтобы доминировать в ключевых позициях: сайд маунт (side mount или, используя терминологию самбо, «удержание сбоку»), маунт (mount) и бэк маунт (back mount или «удержание со спины»). Этот стиль маневрирования и манипуляций похож на шахматы, в которые играют два опытных шахматиста. Болевой приём (удушение) и последующая сдача — эквивалент шаха и мата в шахматах. Однако в некоторых случаях борьба может быть продолжена, несмотря на полное осуществление приёма.

 У классического джиу-джитсу старой Японии, казалось, не было никакой общей стратегии ведения борьбы для её участника. Действительно, это было одним из самых фундаментальных и проницательных критических замечаний Кано к классической программе. Мицуё Маэда не только преподавал искусство дзюдо Карлосу Грэйси, но также и преподавал специфическую философию о природе боя, развитого Кано, и далее усовершенствованное Маэдой, основанное на его международных путешествиях, схватках против борцов, владеющих большим разнообразием боевых искусств.Оригинальный текст (англ.)The classical jujutsu of old Japan appeared to have no common strategy to guide a combatant over the course of a fight. Indeed, this was one of Kano's most fundamental and perceptive criticisms of the classical program. Maeda not only taught the art of judo to Carlos Gracie, but also taught a particular philosophy about the nature of combat developed by Kano, and further refined by Maeda based on his worldwide travels competing against fighters skilled in a wide variety of martial arts. — писал Хензо Грэйси (порт. Renzo Gracie) в своей книге «Mastering Jujitsu».
Книга разъясняет теорию Мицуё Маэды, и автор утверждает, что в схватке могут быть выделены различные фазы: фаза ударов, фаза захвата, фаза на земле и так далее. Таким образом, первостепенная задача умного борца — держать борьбу в той фазе боя, что лучше всего подходит для его возможностей. Хензо Грэйси заявил, что этот фундаментальный принцип оказал влияние на стиль Грэйси, совершенствуя бразильское джиу-джитсу. Позже эти положения в течение долгого времени совершенствовались семьёй Грэйси и другими, что стало прекрасным подспорьем в современном MMA.

## Техника

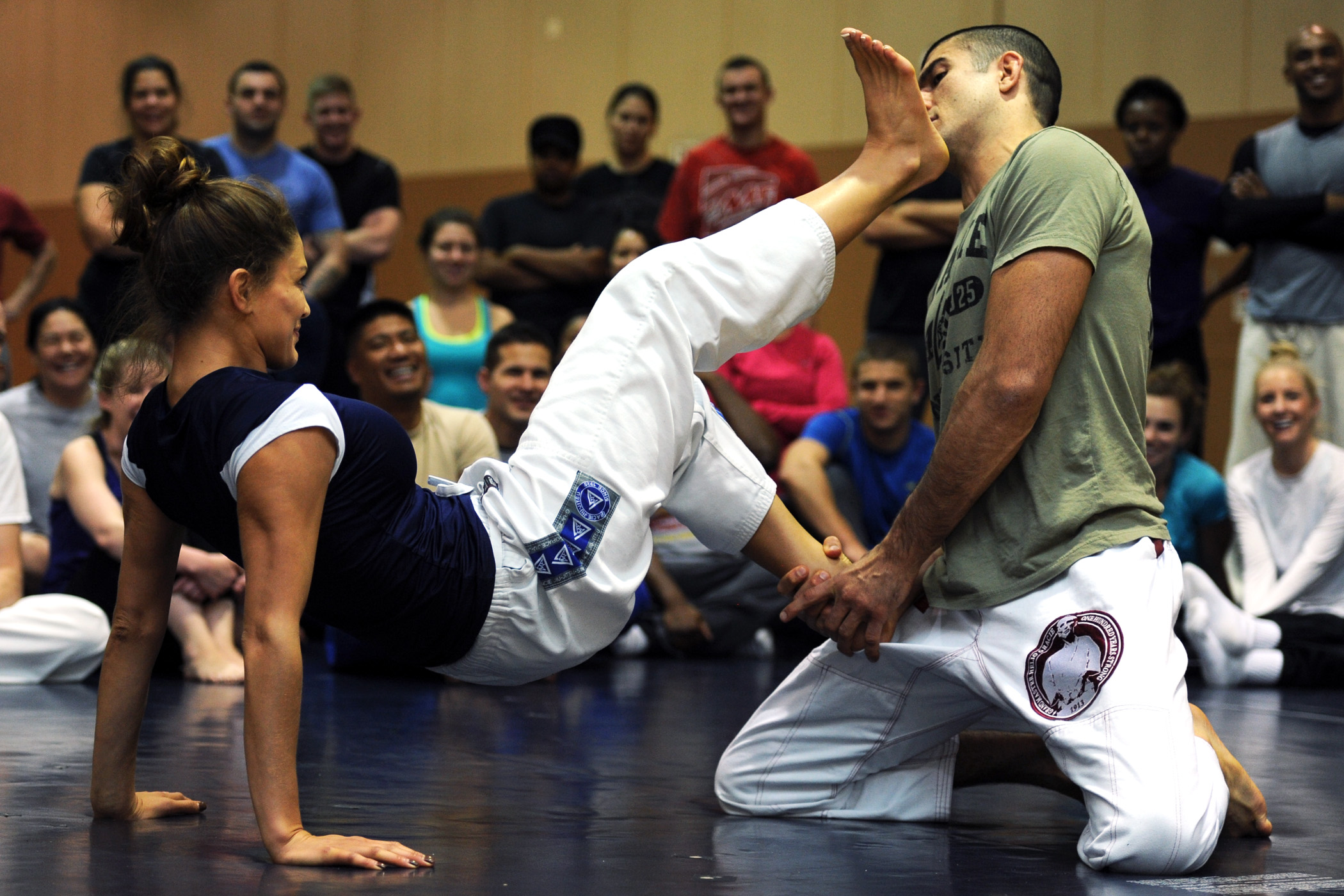
В бразильском джиу-джитсу не присутствует ударная техника

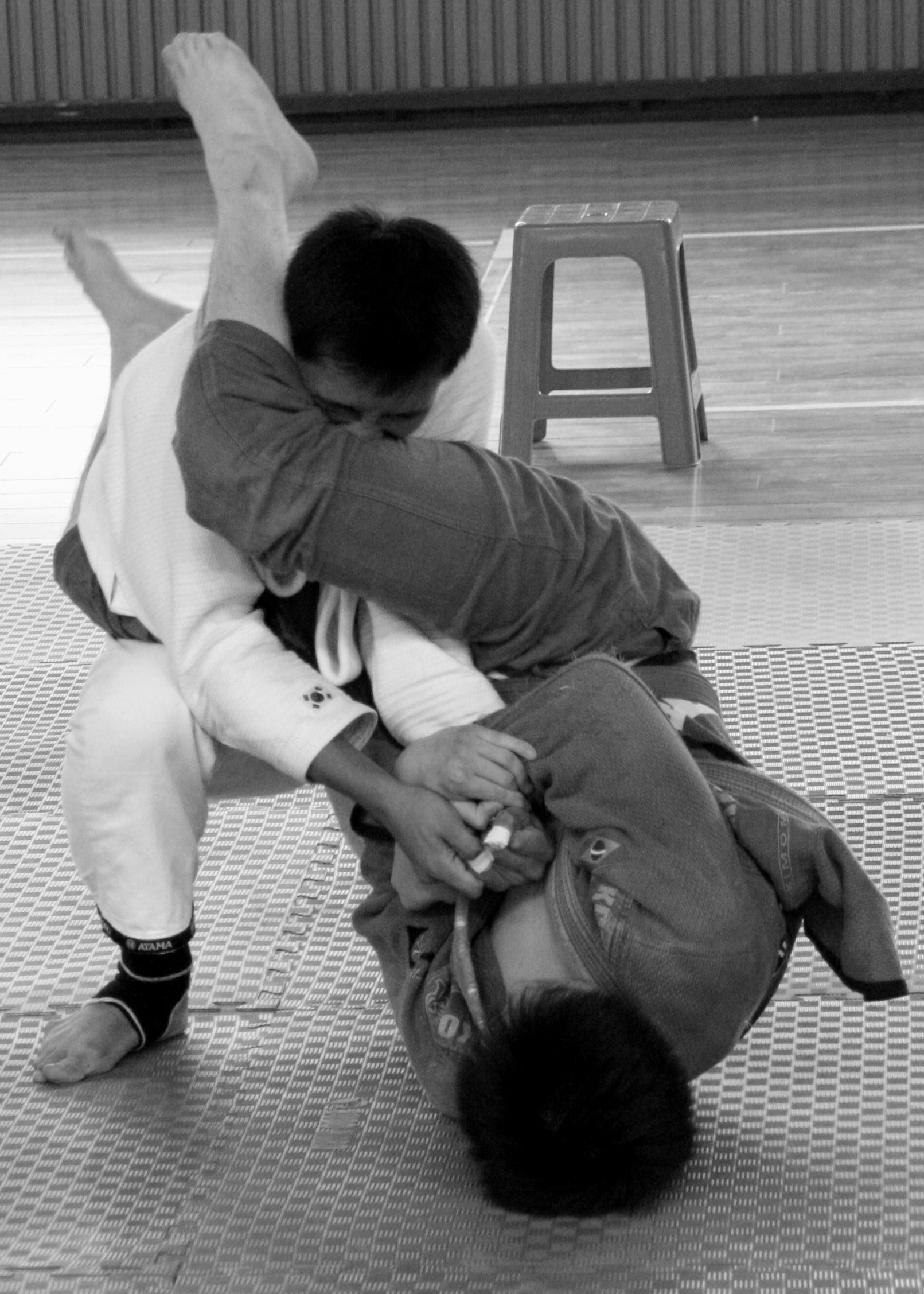
Болевой приём «Рычаг локтя»

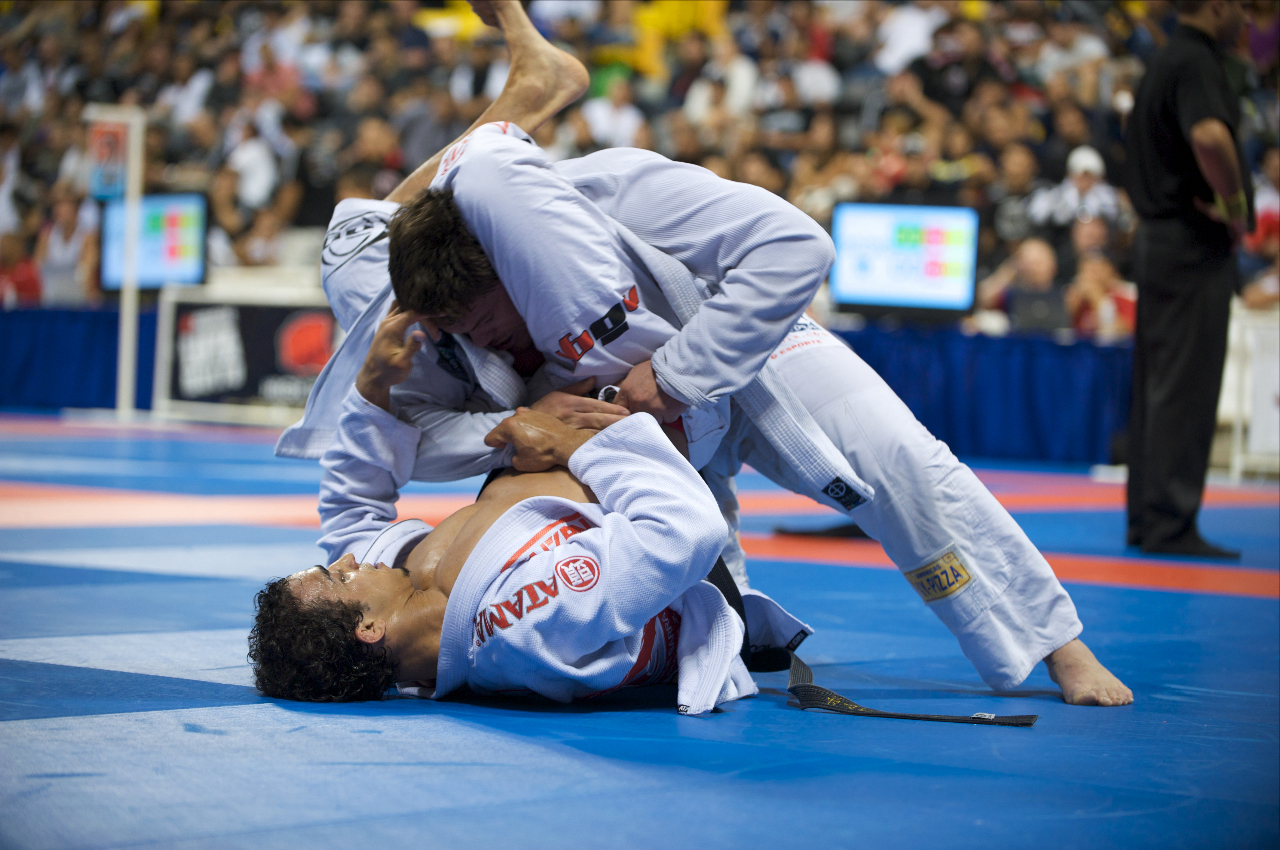
Удушающий приём «Треугольник»

Существуют две основные категории приёмов в бразильском джиу-джитсу: рычаги (узлы) и удушения. Создание рычага (узла) — это изоляция конечности противника к определённому положению тела, которое вынудит сустав двигаться по прямой (вращается по своей оси) вне его нормального диапазона движения. При увеличении давления на конечность-рычаг, противник, не сумевший избежать данного положения, сдаётся. Он может сдаться устно или похлопать по противнику несколько раз (хлопать по себе опасно, потому что противник может не услышать). Удушение используется, чтобы нарушить снабжение кислородом мозга противника, что может вызвать его бессознательное состояние, если он не сдастся достаточно скоро.
Менее популярный приём — ущемление, при котором мускул противника сжимается между костями (обычно голени и запястья), либо ущемление, которое расширяет, разделяет сустав, причиняя существенную боль противнику. Эти приёмы зачастую не разрешаются на соревнованиях из-за высокого риска травмы, особенно среди младших поясов.

### Особенности тренировки
Спортивное бразильское джиу-джитсу специализируется на борьбе до сдачи без использования ударов, чему способствует метод обучения, который позволяет практикам действовать на полной скорости и в полную силу, как на реальном соревновании. Учебные методы включают тренировочные техники, которые осуществляются на несопротивляющемся партнёре: ограниченный спарринг, обычно называемый позиционной тренировкой, где используется только определённая техника или наборы методов; используется и полный спарринг, в котором каждый противник пытается использовать любую разрешённую технику. Улучшение физических кондиций — также важная часть обучения во многих клубах.

## Некоторые отличия БДД от дзюдо и самбо в правилах соревнований и технике
| Правила\техника           | Дзюдо                                        | Самбо                              | БДД                                        |
| ------------------------- | -------------------------------------------- | ---------------------------------- | ------------------------------------------ |
| Захваты ног               | Запрещены                                    | Разрешены                          | Разрешены                                  |
| Удушающие приёмы          | Разрешены, но ограничены правилами           | Разрешены, но ограничены правилами | Разрешены                                  |
| Болевые приёмы на ноги    | Запрещены                                    | Разрешены                          | Разрешены, но ограничены правилами         |
| Приём «Ножницы»           | Запрещён                                     | Разрешён                           | Запрещëн                                   |
| Бросковая техника         | Развита                                      | Развита                            | Слабо развита из-за ограничений в правилах |
| Техника борьбы в партере  | Слабо развита из-за ограничений в правилах   | Развита                            | Развита                                    |
| Система обозначения ранга | Пояса и степени, разряды и звания (в России) | Разряды и звания                   | Пояса, страйпы и даны                      |

Также различия в технике между бразильским джиу-джитсу и самбо были особенно заметны в США на Кубке имени Бориса Талиса. На нём борцы самбо побеждали за счёт очков, полученных за броски, а борцы БДД — за счёт болевых приёмов и удушений в партере.

## Аттестация

### Стандарты и традиции
Стандарты для аттестации на пояса разнятся между школами, но в большинстве случаев используются следующие способы определения навыка человека и его степени в бразильском джиу-джитсу:
- владение техникой, которое они должны продемонстрировать[24];
- мастерство в спарринге и на соревновании[25].

Владение техникой должно быть оценено с точки зрения количества приёмов, которые человек может выполнить, а также уровня навыка, с которым он выполняет их в спарринге и соревновании. Учащиеся поощряются за приспособление приёмов к их типу телосложения, стратегического предпочтения и уровня атлетизма. Окончательный критерий — способность выполнить приём успешно, а не строгое техническое соответствие.
Соревнования играют важную роль в градации студентов бразильского джиу-джитсу, поскольку они позволяют преподавателю определить уровень своего спортсмена против спортсмена того же уровня из другой школы. Представление на пояс может быть дано после успеха на соревновании, особенно на более низких уровнях поясов. Оно также может быть выдано учащемуся, который в своей школе побеждает всех спортсменов своего уровня и начинает побеждать некоторых спортсменов на уровень выше. Пример: белый пояс заставляет сдаться всех белых поясов его школы, а также заставляет сдаться некоторых синих поясов его школы.
| Белый         |
| Синий         |
| Фиолетовый    |
| Коричневый    |
| Чёрный        |
| Чёрно-красный |
| Красный       |

| Белый           |
| Серо-белый      |
| Серый           |
| Серо-черный     |
| Жёлто-белый     |
| Жёлтый          |
| Жёлто-черный    |
| Оранжево-белый  |
| Оранжевый       |
| Оранжево-черный |
| Зелёно-белый    |
| Зелёный         |
| Зелёно-черный   |

Считается, что высокий соревновательный уровень между школами и его важность для предоставления пояса являются ключевым фактором, который препятствует понижению стандартов и возможности покупать пояса. Преподаватели могут также принять во внимание поведение человека за пределами школы и отказать ему в предоставлении пояса, если он проявляет антисоциальные и деструктивные наклонности. Именно в соответствии с этими и другими критериями большинство преподавателей продвигает своих студентов. У некоторых школ также может быть формальное тестирование, которое может включать в себя устные или письменные экзамены.
Также возможно использование другой системы цветных поясов до синего пояса, но на соревнованиях используется единый стандарт градации поясов. Есть минимальные возрастные требования для выдачи поясов. Синие пояса никогда не выдаются никому моложе 16 лет. Для получения чёрного пояса студент должен быть не моложе 19 лет, согласно регламентирующим документам Международной федерации бразильского джиу-джитсу.

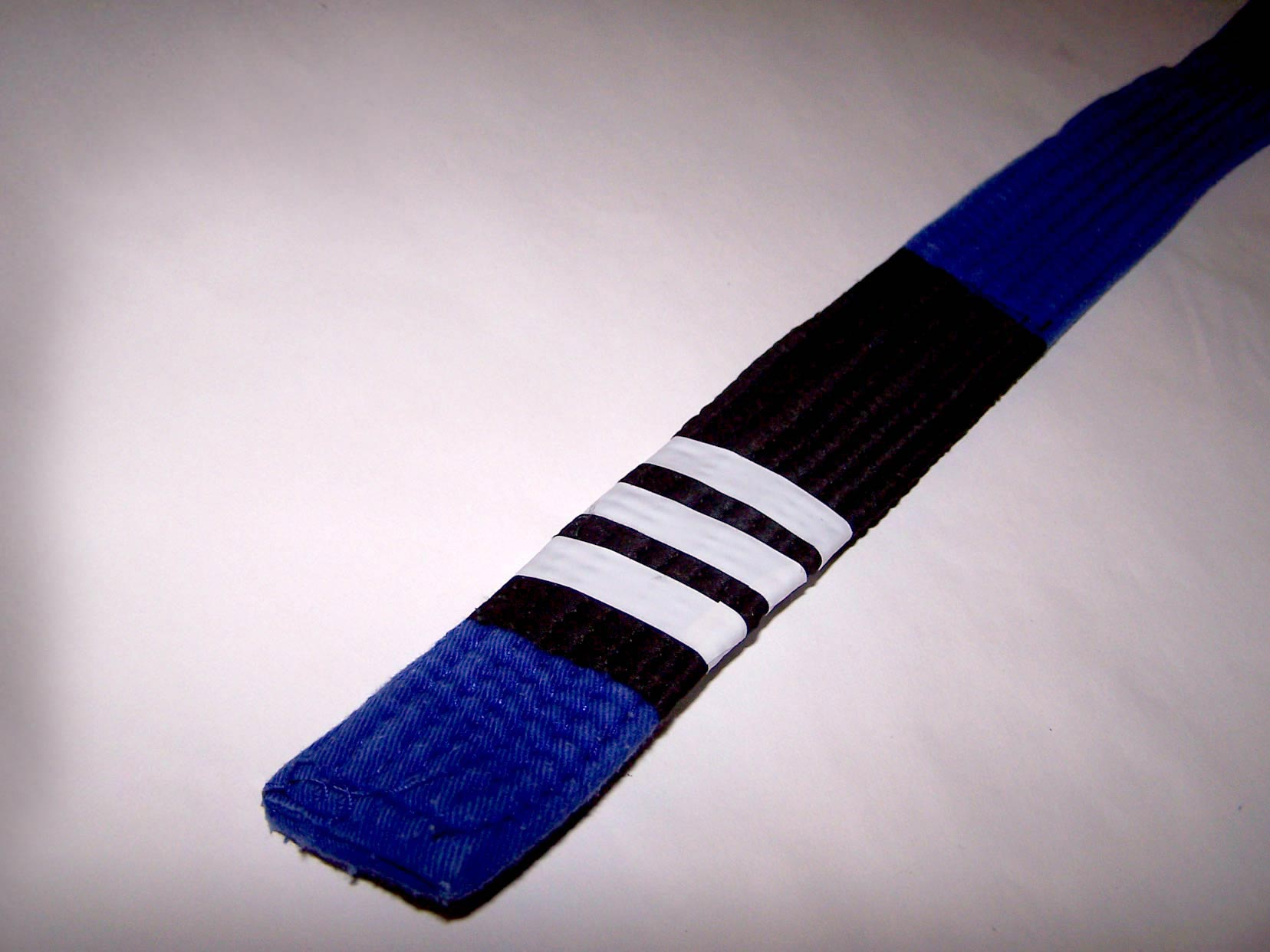
Полосы на синем поясе

Некоторые школы используют систему страйпов, чтобы определить рост мастерства студента в пределах его пояса. Страйпы могут быть выданы любому поясу ниже чёрного, но, так же как и пояса, они выдаются по усмотрению преподавателя, к примеру за сильный прогресс или за победу на турнире. Однако не все школы выдают страйпы или выдают их последовательно. Таким образом число страйпов, которые имеет человек, не всегда является показателем его класса. Использование их — ориентир для студента, ведь нужно получить четыре страйпа, чтобы быть представленным на следующий пояс.
Занимающиеся с чёрным поясом могут получать степени (даны) — до 9-й. В 7-й степени чёрный пояс становится чёрно-красным. В 9-й степени пояс становится красным. Только Элиу, Карлуш и их братья Грэйси имели когда-либо 10-ю степень — красный пояс. Членами семьи Грэйси, которые имеют 9-ю степень, являются Карлсон Грэйси, Рейлсон Грэйси (Reylson Gracie), Релсон Грэйси (Relson Gracie), Рейсон Грэйси (Reyson Gracie) и Рорион Грэйси.
БДД отличается от других единоборств методами выдачи поощрений, которые основываются на практике (спарринг, борьба) и на результатах участия студента в соревнованиях. Почти всегда любой обладатель чёрного пояса является экспертом в практическом применении навыков бразильского джиу-джитсу и прекрасно выступает на соревнованиях. Меньше внимания уделяется теоретическому и факультативному обучению. Редко аттестационный тест не основывается на наблюдении за каждой тренировкой спортсмена. Этим БДД отличается от дзюдо, в котором теоретическое знание требуется наравне с практическим (к примеру, демонстрация ката).
Школы также различаются по времени прогресса студента. Более традиционные школы, особенно Грэйси, полагают, что чёрный пояс не может быть достигнут менее чем за 8—10 лет, в то время как некоторые новые школы позволяют студентам достигать чёрного пояса быстрее.
Синий пояс можно получить после 1—2 лет тренировок, в зависимости от частоты тренировок студента и его обучаемости. Пурпурный пояс можно получить в течение 2—4 лет. Это в значительной степени зависит от студента и частоты обучения. Фиолетовый пояс является низшим уровнем, который может иметь преподаватель. Время, по прошествии которого можно получить коричневый пояс, — 5—8 лет, чёрный — от 8 лет.

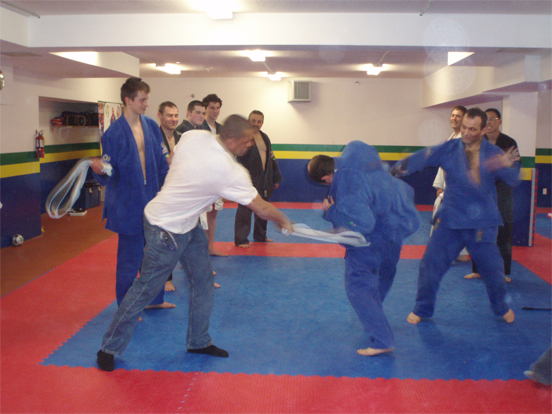
Passar no corredor

### Получение пояса
Среди некоторых школ существует традиция под названием «проход сквозь строй» (порт. «passar no corredor»), которая возникла в Бразилии. Студент должен пройти один из строев:
- его бросают преподаватели и, реже, равные и более сильные по мастерству студенты;
- каждый в строе делает удар поясом по спине пробегающего или идущего студента, получившего продвижение[32].

## Ги
Ги — это униформа для бразильского джиу-джитсу. Она подобна дзюдоги, но с более плотными и короткими манжетами на штанах и куртке. Это позволяет занимающемуся БДД извлекать выгоду из их более близкой подгонки, предоставляя противнику меньше места для захвата. Существуют определённые стандарты, которым должна соответствовать ги, используемая участником соревнований. Иногда в качестве названия данной униформы используется (также, как и применительно к дзюдоги) термин «кимоно», особенно в Бразилии.

## Чемпионат мира по бразильскому джиу-джитсу
Один из самых престижных турниров по бразильскому джиу-джитсу в мире — чемпионат мира по бразильскому джиу-джитсу (известный как Mundials), основанный Международной федерацией бразильского джиу-джитсу (IBJJF).
Говоря о чемпионате мира, чаще всего имеют в виду чемпионаты, проведённые IBJJF. Есть и другие крупные чемпионаты, например — Панамериканские игры.
А также ADCC (Abu Dhabi Combat Club) — чемпионат мира по борьбе до сдачи (Submission Wrestling World Championship). Это соревнование, вовлекающее профессиональных атлетов, которые имели успех на высших уровнях джиу-джитсу, борьбы, дзюдо, самбо, смешанных единоборств. Правилами запрещены удары, разрешены броски, рычаги и удушения.

## Список литературы
- Official IBJJF rules. URL доступно 5 января 2010 (англ.)
- Gastao and Helio Gracie talk about Gracie Jiu-Jitsu — интервью 1997 года для Gracie Jiu-Jitsu Videos (англ.)
- IFBJJ Graduation System Архивировано 14 августа 2011 года.. URL доступно 5 января 2010 (англ.)